# ناحیه‌های قبرس

کشور قبرس به شش ناحیه (یونانی: επαρχίες) تقسیم شده است که عبارتند از:
- فاماگوستا (Αμμόχωστος; [Gazimağusa] Error: {{Lang}}: متن دارای نشانه‌گذاری ایتالیک است (راهنما))
- گیرنه (Κερύvεια; [Girne] Error: {{Lang}}: متن دارای نشانه‌گذاری ایتالیک است (راهنما))
- لارناکا (Λάρνακα; [Larnaka] Error: {{Lang}}: متن دارای نشانه‌گذاری ایتالیک است (راهنما))
- لیماسول (Λεμεσός; [Limasol] Error: {{Lang}}: متن دارای نشانه‌گذاری ایتالیک است (راهنما) or [Leymosun] Error: {{Lang}}: متن دارای نشانه‌گذاری ایتالیک است (راهنما))
- نیکوزیا (Λευκωσία; [Lefkoşa] Error: {{Lang}}: متن دارای نشانه‌گذاری ایتالیک است (راهنما))
- پافوس (Πάφος; [Baf] Error: {{Lang}}: متن دارای نشانه‌گذاری ایتالیک است (راهنما) or [Gazibaf] Error: {{Lang}}: متن دارای نشانه‌گذاری ایتالیک است (راهنما))